# 大矢知昇
大矢知 昇（おおやち のぼる、1893年11月25日 - 1970年1月30日）は、日本の経営者。東横百貨店(現在の東急百貨店)社長を務めた。

## 経歴・人物
三重県出身。1916年に慶應義塾理財科を卒業し、同年に三井銀行に入行。1939年に取締役に就任し、1941年に常務を経て、1948年5月に東横百貨店社長に就任し、1963年9月には相談役に退いた。
1970年1月30日脳血栓のために死去。76歳没。